# Thryonomyidae
Famille

Thryonomyidae est une famille de mammifères rongeurs qui comprend un seul genre et deux espèces appelées aulacodes :
- Thryonomys Fitzinger, 1867